# Kafr el-Sheikh
Kafr el-Schaich (arabisk: كفر الشيخ, tysk:Kafr asch-Schaich) er hovedstaden i guvernementet Kafr ash Shaykh i Egypten og ligger centralt i Nildeltaet. Byen ligger 134 km nord for Kairo og har en befolkning på 2.797.942 mennesker (2010).
Fire kilometer syd for byen ligger landsbyen Sacha, hvor man fandt spor efter den antikke by Chasuu.

## Kendte indbyggere
- Mohammed Atta, der deltog i terrorangrebet på New York 11. september 2011

## Eksterne kilder og henvisninger
1. ↑  Statistik på geohive.com

31°7′N 30°56′Ø / 31.117°N 30.933°Ø